# Eclipse Public License
De Eclipse Public License (EPL) is een licentie voor opensourcesoftware. Het wordt onder andere gebruikt door de Eclipse Foundation voor de Eclipse IDE. Het vervangt de Common Public License en er zijn enkele clausules met betrekking tot patenten verwijderd. De huidige versie van de EPL is versie 1.0; deze is niet compatibel met de GNU General Public License (GPL).
De Eclipse Public License wordt erkend door de Open Source Initiative en de Free Software Foundation.